# Campeonato Sub-16 de la AFC 2020
El Campeonato Sub-16 de la AFC de 2020 habría sido la XIX edición del Campeonato Sub-16 de la AFC, el campeonato internacional bienal de fútbol juvenil organizado por la AFC para las selecciones nacionales masculinas sub-16 de Asia. Estaba previsto que tuviera lugar en Baréin, que había sido designado anfitrión por la AFC el 17 de septiembre de 2019. 
Originalmente estaba previsto entre el 16 de septiembre y el 3 de octubre de 2020, y más tarde se reprogramó entre el 25 de noviembre y el 12 de diciembre de 2020. Pero la AFC anunció el 10 de septiembre de 2020 que el torneo se pospondría hasta principios de 2021 debido a la pandemia de COVID-19. La AFC anunció la cancelación del torneo el 25 de enero de 2021, dejando los derechos de sede de la Copa Asiática AFC Sub-17 2023 con Baréin.
Originalmente, los cuatro mejores equipos del torneo se habrían clasificado para la Copa Mundial de Fútbol Sub-17 de 2021 en Perú como representantes de la AFC. Debido a la actual pandemia de COVID-19, la Copa Mundial Sub-17 de 2021 también fue cancelada, y los derechos de sede de la Copa Mundial Sub-17 de la FIFA 2023 aún están en manos de Perú.
Se esperaba que esta edición fuera la última que se jugara como un torneo sub-16, ya que la AFC ha propuesto cambiar el torneo de sub-16 a sub-17 a partir de 2023.

## Etapa Clasificatoria
Un total de 47 equipos fueron sorteados en once grupos, con el ganador de cada grupo y los cinco mejores finalistas clasificados para la fase final, junto con Baréin, que se clasificó automáticamente como anfitrión.

## Sedes
El torneo se jugará en tres sedes:
| Riffa                      | Madinat 'Isa                    | Al Muharraq         |
| -------------------------- | ------------------------------- | ------------------- |
| Estadio Nacional de Baréin | Estadio Ciudad Deportiva Califa | Estadio Al Muharraq |
| Capacidad: 30,000          | Capacidad: 20,000               | Capacidad: 10,000   |
|                            |                                 |                     |

## Clasificados
| Equipos participantes | Equipos participantes  | Equipos participantes | Equipos participantes |
| --------------------- | ---------------------- | --------------------- | --------------------- |
| Arabia Saudita        | China                  | India                 | Omán                  |
| Australia             | Corea del Norte        | Indonesia             | Tayikistán            |
| Baréin                | Corea del Sur          | Irán                  | Uzbekistán            |
| Catar                 | Emiratos Árabes Unidos | Japón                 | Yemen                 |

## Sorteo
| Bombo 1                               | Bombo 2                                  | Bombo 3                         | Bombo 4                                       |
| ------------------------------------- | ---------------------------------------- | ------------------------------- | --------------------------------------------- |
| Baréin Japón Tayikistán Corea del Sur | Australia Corea del Norte Indonesia Omán | India Irán Yemen Arabia Saudita | China Uzbekistán Catar Emiratos Árabes Unidos |

## Fase de grupos
Los dos mejores equipos de cada grupo avanzaban a los cuartos de final.

#### Grupo A
| Equipo          | Pts | PJ | PG | PE | PP | GF | GC | Dif |
| --------------- | --- | -- | -- | -- | -- | -- | -- | --- |
| Baréin          | 0   | 0  | 0  | 0  | 0  | 0  | 0  | 0   |
| Corea del Norte | 0   | 0  | 0  | 0  | 0  | 0  | 0  | 0   |
| Irán            | 0   | 0  | 0  | 0  | 0  | 0  | 0  | 0   |
| Catar           | 0   | 0  | 0  | 0  | 0  | 0  | 0  | 0   |

|  | Corea del Norte | vs. | Irán | Estadio Al Muharraq, Al Muharraq, Baréin |  |

|  | Baréin | vs. | Catar | Estadio Al Muharraq, Al Muharraq, Baréin |  |

|  | Catar | vs. | Corea del Norte | Estadio Ciudad Deportiva Califa, Madinat 'Isa, Baréin |  |

|  | Irán | vs. | Baréin | Estadio Ciudad Deportiva Califa, Madinat 'Isa, Baréin |  |

|  | Baréin | vs. | Corea del Norte | Estadio Al Muharraq, Al Muharraq, Baréin |  |

|  | Irán | vs. | Catar | Estadio Nacional de Baréin, Riffa, Baréin |  |

### Grupo B
| Equipo                 | Pts | PJ | PG | PE | PP | GF | GC | Dif |
| ---------------------- | --- | -- | -- | -- | -- | -- | -- | --- |
| Tayikistán             | 0   | 0  | 0  | 0  | 0  | 0  | 0  | 0   |
| Omán                   | 0   | 0  | 0  | 0  | 0  | 0  | 0  | 0   |
| Yemen                  | 0   | 0  | 0  | 0  | 0  | 0  | 0  | 0   |
| Emiratos Árabes Unidos | 0   | 0  | 0  | 0  | 0  | 0  | 0  | 0   |

|  | Tayikistán | vs. | Emiratos Árabes Unidos | Estadio Ciudad Deportiva Califa, Madinat 'Isa, Baréin |  |

|  | Omán | vs. | Yemen | Estadio Ciudad Deportiva Califa, Madinat 'Isa, Baréin |  |

|  | Emiratos Árabes Unidos | vs. | Omán | Estadio Nacional de Baréin, Riffa, Baréin |  |

|  | Yemen | vs. | Tayikistán | Estadio Nacional de Baréin, Riffa, Baréin |  |

|  | Tayikistán | vs. | Omán | Estadio Al Muharraq, Al Muharraq, Baréin |  |

|  | Yemen | vs. | Emiratos Árabes Unidos | Estadio Nacional de Baréin, Riffa, Baréin |  |

### Grupo C
| Equipo        | Pts | PJ | PG | PE | PP | GF | GC | Dif |
| ------------- | --- | -- | -- | -- | -- | -- | -- | --- |
| Corea del Sur | 0   | 0  | 0  | 0  | 0  | 0  | 0  | 0   |
| Australia     | 0   | 0  | 0  | 0  | 0  | 0  | 0  | 0   |
| India         | 0   | 0  | 0  | 0  | 0  | 0  | 0  | 0   |
| Uzbekistán    | 0   | 0  | 0  | 0  | 0  | 0  | 0  | 0   |

|  | Corea del Sur | vs. | Uzbekistán | Estadio Nacional de Baréin, Riffa, Baréin |  |

|  | Australia | vs. | India | Estadio Nacional de Baréin, Riffa, Baréin |  |

|  | Uzbekistán | vs. | Australia | Estadio Al Muharraq, Al Muharraq, Baréin |  |

|  | India | vs. | Corea del Sur | Estadio Al Muharraq, Al Muharraq, Baréin |  |

|  | Corea del Sur | vs. | Australia | Estadio Nacional de Baréin, Riffa, Baréin |  |

|  | India | vs. | Uzbekistán | Estadio Ciudad Deportiva Califa, Madinat 'Isa, Baréin |  |

### Grupo D
| Equipo         | Pts | PJ | PG | PE | PP | GF | GC | Dif |
| -------------- | --- | -- | -- | -- | -- | -- | -- | --- |
| Japón          | 0   | 0  | 0  | 0  | 0  | 0  | 0  | 0   |
| Indonesia      | 0   | 0  | 0  | 0  | 0  | 0  | 0  | 0   |
| Arabia Saudita | 0   | 0  | 0  | 0  | 0  | 0  | 0  | 0   |
| China          | 0   | 0  | 0  | 0  | 0  | 0  | 0  | 0   |

|  | Japón | vs. | China | Estadio Al Muharraq, Al Muharraq, Baréin |  |

|  | Indonesia | vs. | Arabia Saudita | Estadio Al Muharraq, Al Muharraq, Baréin |  |

|  | China | vs. | Indonesia | Estadio Ciudad Deportiva Califa, Madinat 'Isa, Baréin |  |

|  | Arabia Saudita | vs. | Japón | Estadio Ciudad Deportiva Califa, Madinat 'Isa, Baréin |  |

|  | Japón | vs. | Indonesia | Estadio Ciudad Deportiva Califa, Madinat 'Isa, Baréin |  |

|  | Arabia Saudita | vs. | China | Estadio Nacional de Baréin, Riffa, Baréin |  |

## Segunda fase
|  | Cuartos de final   | Cuartos de final   |  |  | Semifinales    | Semifinales    |  |  | Final           | Final           |  |
|  | 5 y 6 de diciembre | 5 y 6 de diciembre |  |  | 9 de diciembre | 9 de diciembre |  |  | 12 de diciembre | 12 de diciembre |  |
|  |                    |                    |  |  |                |                |  |  |                 |                 |  |
|  |                    |                    |  |  |                |                |  |  |                 |                 |  |
|  |                    |                    |  |  |                |                |  |  |                 |                 |  |
|  |                    |                    |  |  |                |                |  |  |                 |                 |  |
|  |                    |                    |  |  |                |                |  |  |                 |                 |  |
|  |                    |                    |  |  |                |                |  |  |                 |                 |  |
|  |                    |                    |  |  |                |                |  |  |                 |                 |  |
|  |                    |                    |  |  |                |                |  |  |                 |                 |  |
|  |                    |                    |  |  |                |                |  |  |                 |                 |  |
|  |                    |                    |  |  |                |                |  |  |                 |                 |  |
|  |                    |                    |  |  |                |                |  |  |                 |                 |  |
|  |                    |                    |  |  |                |                |  |  |                 |                 |  |
|  |                    |                    |  |  |                |                |  |  |                 |                 |  |
|  |                    |                    |  |  |                |                |  |  |                 |                 |  |
|  |                    |                    |  |  |                |                |  |  |                 |                 |  |
|  |                    |                    |  |  |                |                |  |  |                 |                 |  |
|  |                    |                    |  |  |                |                |  |  |                 |                 |  |
|  |                    |                    |  |  |                |                |  |  |                 |                 |  |
|  |                    |                    |  |  |                |                |  |  |                 |                 |  |
|  |                    |                    |  |  |                |                |  |  |                 |                 |  |
|  |                    |                    |  |  |                |                |  |  |                 |                 |  |
|  |                    |                    |  |  |                |                |  |  |                 |                 |  |
|  |                    |                    |  |  |                |                |  |  |                 |                 |  |
|  |                    |                    |  |  |                |                |  |  |                 |                 |  |
|  |                    |                    |  |  |                |                |  |  |                 |                 |  |

### Cuartos de final
|  | A1 | vs. | A2 |  |  |

|  | A3 | vs. | A4 |  |  |

|  | A5 | vs. | A6 |  |  |

|  | A7 | vs. | A8 |  |  |

### Semifinales
|  | A1 | vs. | A2 |  |  |

|  | A3 | vs. | A4 |  |  |

### Final
|  | A1 | vs. | A2 |  |  |